# 吉備真事
吉備 真事（きび の まこと、生没年不詳）は、奈良時代の貴族。名は直事（なおこと）とも記される。氏姓は下道朝臣のち吉備朝臣。官位は従五位下・大蔵少輔。

## 経歴
聖武朝の天平17年（745年）の経師等調度充帳に「下道朝臣直言」の名前が記されている。天平20年（748年）に同族の乙吉備・広とともに下道朝臣から吉備朝臣に改姓した。なお、同族の真備は既に天平18年（746年）に吉備朝臣姓に改姓している。
その後、称徳朝の天平神護3年（767年）正月に安倍草麻呂・河辺東人・笠乙麻呂らとともに従五位下に叙爵する。同年2月に鋳銭員外次官に任ぜられるが、同時に一族の泉も大学員外介を兼ねている。翌神護景雲2年（768年）美濃介として地方官に遷る。
光仁朝に入ると、宝亀2年（771年）弓削御浄秋麻呂の後任の大蔵少輔に任ぜられ、宝亀7年（776年）には検税使として北陸道に派遣されている。

## 官歴
注記のないものは『続日本紀』による。
- 天平20年（748年） 11月25日：下道朝臣から吉備朝臣に改姓
- 時期不詳：正六位上
- 天平神護3年（767年） 正月8日：従五位下。2月23日：鋳銭員外次官
- 神護景雲2年（768年） 2月18日：美濃介
- 宝亀2年（771年） 7月23日：大蔵少輔
- 宝亀7年（776年） 正月19日：北陸道検税使